# Hoplitis verruciventris
Hoplitis verruciventris är en biart som först beskrevs av Morawitz 1886.  Hoplitis verruciventris ingår i släktet gnagbin, och familjen buksamlarbin. Inga underarter finns listade i Catalogue of Life.